# Transmat
Transmat — один из первых лейблов, начавших выпускать техно-музыку. Владельцем является Деррик Мэй. Располагается в Детройте и выпускает пластинки различных техно-музыкантов.
Существует с 1986 года и за это время выпустил около тридцати релизов, преимущественно детройтских музыкантов. Именно здесь выходили такие классические техно-треки, как «Strings of Life», «It Is What It Is», «Nude Photo» от проекта Rhythim Is Rhythim, работы шведа Арила Брикхи (англ. Aril Brikha) и Suburban Knight. Имеет дочерний лейбл Fragile.

## Интересные факты
- Название Transmat было взято Дерриком Мэем из трека Хуана Аткинса «Night Drive». Мэй так и не понял, что означает это слово, но ему понравилось как оно звучит, и он решил назвать этим непонятным словом свой лейбл.
- Все релизы лейбла начинаются с каталожного номера MS, что расшифровывается как Metroplex Subsidiary (то есть Дочерняя компания Metroplex). Таким образом, Мэй отдал дань уважения Хуану Аткинсу и его лейблу Metroplex.
- Зачастую релизы Transmat, которые выходят на компакт-дисках издаются крошечными тиражами, либо совместно с японскими лейблами и только для японского рынка.